# Demodulation
Demodulation er processen at ekstrahere det oprindelige informationsbærende signal fra en bærebølge. (Demodulation er det omvendte af modulation.)
En demodulator er et elektronisk kredsløb (eller computerprogram i en softwaredefineret radio), som anvendes til at ekstrahere informationsindholdet fra den modulerede bærebølge. Der findes mange typer af modulation så der findes mange typer af demodulatorer. Output-signalet fra en demodulator kan repræsentere audio (et analogt audiosignal), billeder (et analogt videosignal) eller binære data (et digitalt signal).
Disse termer anvendes traditionelt i forbindelse med radiomodtagere, men mange andre systemer anvender mange slags af demodulatorer. Fx, i ordet modem, hvilket er en sammentrækning af termerne modulator og demodulator, en demodulator anvendes til at ekstrahere en seriel digital datastrøm fra en bærebølge, der anvendes til at blive formilde dataene gennem en telefonlinje, koaksialkabel eller optisk fiber.

## Historisk
Demodulation blev først anvendt i radiomodtagere.  Indenfor trådløse telegrafi radiosystemer blev demodulation anvendt i de tre første radiotiår (1884-1914) men radiosenderen kommunikerede ikke audio (lyd) men sendte derimod information i form af radiobølgepulser, som repræsenterede tekstbeskeder i Morsekode. Derfor skulle radiomodtageren blot detektere tilstedeværelsen eller fraværet af radiosignalet, og producere en kliklyd.  Enheden som gjorde dette, blev kaldt en detektor.  De første detektorer var kohærere, simple enheder som opførte sig som en kontakt. Termen detektor sad fast, og blev anvendt for andre typer af demodulatorer og fortsætter med at blive brugt den dag i dag for en demodulator i en radiomodtager.
Den første type af modulation anvendt til at sende audio over radiobølger var amplitudemodulation (AM), opfundet af Reginald Fessendon omkring 1900.  Et AM-radiosignal kan blive demoduleret ved at ensrette signalet for at fjerne den ene halvdel af bølgesignal - og herefter lavpasfiltrere for at fjerne radiofrekvensdelen, hvilket efterlader audiosignalet og et overlejret DC-signal. (DC-signalet er proportionalt med radiofrekvenssignalets middelsignalstyrke.) Til sidst højpasfiltreres for at fjerne DC-signalet. Amplituden af det ekstraherede audiosignal varierer med det modulerede audiosignal - og det kan drive en hovedtelefon eller en effektforstærker.  Fessendon opfandt den første AM-demodulator i 1904 kaldet en elektrolytisk detektor, bestående af en kort nål dyppet i en kop af fortyndet syre.  Det samme år opfandt John Ambrose Fleming Fleming-røret eller den termioniske diode, som også kunne ensrette et AM-signal.